# Miriam Giovanelli
Miriam Giovanelli (Roma, 28 de abril de 1989) es una actriz española de origen italiano. Es conocida por su participación en la serie Velvet, interpretando a Patricia Márquez.

## Biografía
Miriam Giovanelli, de padre italiano y madre española, nació en Roma. A los diez años se instaló con su madre en España, residiendo actualmente en Madrid. Dedicada a la interpretación, su filmografía incluye múltiples películas en lengua española y un número creciente en otros idiomas como el italiano y el inglés. Fue imagen mundial del perfume "I Loewe You" de la marca Loewe.
Empezó su carrera como actriz con personajes capitulares en series como Los Serrano o El comisario. También ha participado en películas como Rivales y Canciones de amor en Lolita's Club.
2009 fue el año en el que saltó a la fama para el gran público, cuando se incorporó a la tercera temporada de la serie juvenil de Antena 3 Física o química donde interpretó a Lucía. Además, formó parte del reparto de la película Mentiras y gordas, junto a Yon González, Ana de Armas y Hugo Silva, entre otros. También se incorporó al elenco de la tercera temporada de la serie de Telecinco Sin tetas no hay paraíso, donde interpretó a Sandra.
En 2010 hizo una pequeña participación en la telenovela Gavilanes, de Antena 3, donde interpretó a Lidia Reyes. Además, también forma parte del reparto de la película Todas las canciones hablan de mí, de Jonás Trueba.
En 2011 participó en un episodio de la serie Ángel o demonio, de Telecinco, donde interpretó a Berta, hermana de la fallecida Miranda. También ese año rueda la película italiana Gli Sfiorati, dirigida por Matteo Rovere.
Al año siguiente estrenó la película Dracula 3D, de Dario Argento, y la segunda parte de I Soliti Idioti, de Enrico Lando.
Desde 2013 interpreta a Patricia Márquez en la serie de Antena 3 Velvet. Patricia es la hermana menor de Alberto (Miguel Ángel Silvestre), una chica de familia adinerada que lucha para quitarse la etiqueta de niña caprichosa y demostrar que tiene algo que aportar en el negocio de su padre. También en 2013 estrenó Violet, una película dirigida por Luiso Berdejo y protagonizada por Leticia Dolera y Junio Valverde que fue rodada en California, Estados Unidos.
A principios del año 2014 se incorporó al reparto de la segunda temporada de la serie italiana Il tredicesimo apostolo, emitida en el Canale 5. En octubre de 2014 estrenó la segunda temporada de Velvet, en Antena 3, donde se consolidó como uno de los personajes secundarios con más peso en la serie.
En octubre de 2015 volvió a meterse en la piel de Patricia Márquez con la tercera temporada de Velvet. En dicha temporada compartió escenas con Valentín (Gorka Otxoa) y Jonás (Llorenç González).
En octubre de 2016 estrenó la cuarta y última temporada de Velvet en Antena 3.

## Filmografía

### Televisión
| Año       | Título                                  | Papel                           | Cadena                  | Episodios    |
| --------- | --------------------------------------- | ------------------------------- | ----------------------- | ------------ |
| 2002      | Ana y los 7                             |                                 | La 1                    | 1 episodio   |
| 2005      | Los Serrano                             | Manuela                         | Telecinco               | 1 episodio   |
| 2006      | El comisario                            | Leire                           | Telecinco               | 1 episodio   |
| 2008      | El castigo                              | Simona                          | Antena 3                | 2 episodios  |
| 2009      | Física o química                        | Lucía                           | Antena 3                | 4 episodios  |
| 2009      | Sin tetas no hay paraíso                | Sandra Barrio                   | Telecinco               | 13 episodios |
| 2010      | Gavilanes                               | Lidia Reyes                     | Antena 3                | 2 episodios  |
| 2011      | Ángel o demonio                         |                                 | Telecinco               | 1 episodio   |
| 2014      | Il tredicesimo apostolo: La rivelazione | Rebecca Rossini                 | Canale 5                | 12 episodios |
| 2014-2016 | Velvet                                  | Patricia Márquez Campos         | Antena 3                | 55 episodios |
| 2017-2019 | Velvet Colección                        | Patricia "Patty" Márquez Campos | Movistar+               | 5 episodios  |
| 2020      | Caronte                                 | Marta Pelayo                    | Telecinco / Prime Video | 13 episodios |
| 2020      | Veneno                                  | Cicciolina                      | Atresplayer Premium     | 1 episodio   |
| 2023      | Nacho                                   | Bellísima                       | Atresplayer Premium     | 8 episodios  |
| 2024      | 4 estrellas                             | Inés                            | La 1                    | 1 episodios  |

### Cine
- Miguel y William, como Consuelo. Dir. Inés París (2007)
- Canciones de amor en Lolita's Club, como Alina. Dir. Vicente Aranda (2007)
- Rivales, como Carla. Dir. Fernando Colomo (2008)
- Mentiras y gordas, como Paz. Dir. Alfonso Albacete y David Menkes (2009)
- Todas las canciones hablan de mí, como Raquel. Dir. Jonás Trueba (2010)
- Gli sfiorati, como Belinda. Dir. Matteo Rovere (2011)
- I soliti Idioti, como Sheron "Perla Madonna". Dir. Enrico Lando (2012)
- Drácula 3D, como Tania. Dir. Dario Argento (2012)
- Violet, como Violet. Dir. Luiso Berdejo (2013)
- La vita oscena, reparto. Dir. Renato De Maria (2014)

### Cortometrajes
- ...ya no puede caminar, como Irene. Dir. Luiso Berdejo (2001)
- Limoncello, como Tiziana. Dir. Luiso Berdejo, Borja Cobeaga y Jorge Dorado (2007)
- Hazte amigo de las gordas, como una estudiante de Erasmus. Dir. Borja González Santaolalla (2010)
- El Pelotari y la Fallera, como Mar. Dir. Julio Medem para Amstel (2017)

## Premios y nominaciones
- Premio a Mejor actriz en el Festival de Cine de L'Alfas del Pi por su papel de Tiziana en el cortometraje Limoncello (2008).